# Encore (Album)
Encore (englisch für „Zugabe“) ist das fünfte Soloalbum des US-amerikanischen Rappers Eminem. Es erschien am 12. November 2004 über die Labels Shady Records, Aftermath Entertainment und Interscope Records.

## Entstehung
Bereits im Verlaufe des Jahres 2004 gab es immer wieder Gerüchte, Eminem wolle nur noch ein Album machen und sich anschließend aus dem Musikgeschäft zurückziehen. Der Rapper dementierte diese weder noch bestätigte er sie, sogar bei der Albumpräsentation hielt er sich diesbezüglich bedeckt. Allerdings gibt das Album einige Hinweise auf eine Karriereunterbrechung des Rappers, die schließlich auch erfolgte. So erschien sein nächstes Soloalbum Relapse erst 2009.
Als Encore erschien, stritt Eminem öffentlich noch ab, tablettensüchtig zu sein. Trotzdem begab sich der Rapper kurz darauf in Therapie, diese blieb aber erfolglos. Erst 2009 gestand Marshall Mathers ein, Encore unter dem Einfluss von verschreibungspflichtigen Medikamenten geschrieben zu haben.

## Inhalt
Nachdem Eminem sich mit The Eminem Show von den schockenden Texten der beiden Vorgänger-Alben etwas entfernt hatte, setzte er diese Entwicklung auf Encore fort. Auf den Singles Just Lose It und Ass Like That macht er sich auf typisch provokante, ironische Weise über diverse Prominente (u. a. Michael Jackson, Madonna, Britney Spears) lustig. Viele Songs sind voll Metaphern und Überspitzungen (My 1st Single, Big Weenie). Rain Man orientiert sich am gleichnamigen Film und bei Crazy in Love ist der Name Programm. In Evil Deeds rappt Eminem auf ironische Art über die schlechte Beziehung zu seinen Eltern.
Neben diesen Liedern gibt es auch viele ernste Tracks. So kritisiert der Rapper im Song Mosh die Politik von George W. Bush und ruft gegen dessen Wiederwahl auf. Like Toy Soldiers verarbeitet verschiedene Beefs mit anderen Rappern (Ja Rule, Benzino, Murder Inc.) und Mockingbird ist ein persönlicher Song an seine Tochter Hailie, während Puke ein weiteres Lied gegen seine Ex-Frau Kim darstellt. Never Enough handelt von dem Willen, seinen Weg zu gehen und dabei alle Herausforderungen zu meistern. In Yellow Brick Road widmet Eminem sich seiner Vergangenheit und seinem Leben in Detroit, bevor er berühmt wurde. Spend Some Time richtet sich an alle „Schlampen“ und One Shot 2 Shot erzählt von einem bewaffneten Überfall auf einen Club.
Der letzte Song Encore bereitet die Fans auf Eminems bereits angekündigte Auszeit im Rapgeschäft vor. Am Ende des Albums sind Schüsse zu hören – Eminem erschießt scheinbar zunächst die Besucher seines Konzerts und begeht anschließend Suizid. Dies wird im Booklet auch bildlich dargestellt.
Die Bonustracks widmen sich den Themen USA (We as Americans), Liebe (Love You More) und seiner bisherigen Rapkarriere (Ricky Ticky Toc).

## Produktion und Samples
Produziert wurde das Album hauptsächlich von Eminem und Dr. Dre. Ersterer zeigt sich für die Produktionen zu Yellow Brick Road, Like Toy Soldiers, Puke, My 1st Single, Spend Some Time, Mockingbird, Crazy In Love und One Shot 2 Shot verantwortlich. Dr. Dre, wie bei jedem Eminem-Album ausführender Produzent, produzierte die Titel Evil Deeds, Rain Man und Big Weenie. In Zusammenarbeit von Dr. Dre und Mike Elizondo entstanden die Beats zu Never Enough, Just Lose It und Ass Like That. Bei Mosh und Encore assistierte ihm Mark Batson. Viele Beats sind experimenteller gehalten als auf früheren Alben Eminems.
Insgesamt enthalten fünf Stücke des Albums Samples von Songs anderer Künstler. In Yellow Brick Road werden die Lieder Funkin Lesson von X-Clan und Vocal Planet von Spectrasonic gesampelt. Just Lose It enthält Elemente von U Can’t Touch This von MC Hammer sowie der Eminem-Songs Without Me und Lose Yourself. Like Toy Soldiers enthält im Refrain ein Sample von Toy Soldiers der Sängerin Martika und außerdem Elemente von The Hot Rock – Main Title von Quincy Jones. In Crazy in Love wird Crazy on You von Heart gesampelt, während Spend Some Time den Song Self Seeking Man von Spooky Tooth sampelt.

## Covergestaltung
Das Albumcover der Standard-Version ist eine Fortsetzung des Covers der The Eminem Show. Diesmal steht Eminem, sich verbeugend, vor dem Publikum. Im Hintergrund befindet sich ein halbgeöffneter blauer Vorhang. Der Schriftzug Encore, bei dem das erste E seitenverkehrt ist, befindet sich am oberen Bildrand. Wenn man jedoch das Inlay umdreht, sieht man, dass Eminem hinter seinem Rücken eine Pistole hält, mit der er zuerst seine Fans und anschließend sich selbst erschießen will.
Auf der CD selbst steht ein Abschiedsbrief mit dem Wortlaut: „To my family & all my friends, thank you for everything. I will always love you. To my fans, I’m sorry… Marshall“.
Auf dem Cover der Limited Collectors Box ist das Publikum aus Eminems Sicht zu sehen. Die Illustration ist Schwarz-Weiß gehalten, lediglich am oberen rechten Bildrand befindet sich ein roter Blutfleck. Der Schriftzug Encore steht in der Mitte.

## Gastbeiträge
Auf dem Album enthalten vier Lieder Beiträge anderer Rapper. Der bei Eminems Label Shady Records unter Vertrag stehende 50 Cent ist gleich auf drei Stücken vertreten. So rappt er bei dem Song Never Enough, in dessen Refrain außerdem Nate Dogg zu hören ist, einen Part. Außerdem taucht er an der Seite von Obie Trice und Stat Quo, welche damals ebenfalls bei Shady Records waren, in Spend Some Time auf und hat neben Eminems Produzent Dr. Dre einen Gastbeitrag im Titeltrack Encore. Eminems Rapcrew D12 tritt auf One Shot 2 Shot in Erscheinung. Des Weiteren spielt Eminems Manager Paul Rosenberg im Skit Paul eine Rolle.

## Titelliste
| #  | Titel                          | Gastbeiträge                     | Produzent                 | Länge |
| -- | ------------------------------ | -------------------------------- | ------------------------- | ----- |
| 1  | Curtains Up (Intro)            |                                  |                           | 0:46  |
| 2  | Evil Deeds                     |                                  | Dr. Dre                   | 4:19  |
| 3  | Never Enough                   | 50 Cent und Nate Dogg            | Dr. Dre und Mike Elizondo | 2:39  |
| 4  | Yellow Brick Road              |                                  | Eminem                    | 5:46  |
| 5  | Like Toy Soldiers              |                                  | Eminem                    | 4:56  |
| 6  | Mosh                           |                                  | Dr. Dre und Mark Batson   | 5:17  |
| 7  | Puke                           |                                  | Eminem                    | 4:07  |
| 8  | My 1st Single                  |                                  | Eminem                    | 5:02  |
| 9  | Paul (Skit)                    | Paul Rosenberg                   |                           | 0:32  |
| 10 | Rain Man                       |                                  | Dr. Dre                   | 5:13  |
| 11 | Big Weenie                     |                                  | Dr. Dre                   | 4:26  |
| 12 | Em Calls Paul (Skit)           |                                  |                           | 1:11  |
| 13 | Just Lose It                   |                                  | Dr. Dre und Mike Elizondo | 4:08  |
| 14 | Ass Like That                  |                                  | Dr. Dre und Mike Elizondo | 4:25  |
| 15 | Spend Some Time                | Obie Trice, Stat Quo und 50 Cent | Eminem                    | 5:10  |
| 16 | Mockingbird                    |                                  | Eminem                    | 4:10  |
| 17 | Crazy in Love                  |                                  | Eminem                    | 4:02  |
| 18 | One Shot 2 Shot                | D12                              | Eminem                    | 4:26  |
| 19 | Final Thought (Skit)           |                                  |                           | 0:30  |
| 20 | Encore / Curtains Down (Outro) | Dr. Dre und 50 Cent              | Dr. Dre und Mark Batson   | 5:48  |

Bonus-CD:
| # | Titel           | Gastbeiträge | Produzent | Länge |
| - | --------------- | ------------ | --------- | ----- |
| 1 | We as Americans |              | Eminem    | 4:33  |
| 2 | Love You More   |              | Eminem    | 4:41  |
| 3 | Ricky Ticky Toc |              | Eminem    | 2:48  |

## Einzelne Lieder
Like Toy Soldiers
Der Song verarbeitet verschiedene Beefs zwischen Eminem und anderen Rappern.
Mosh
Dies ist ein Protestsong gegen den damaligen US-amerikanischen Präsident George W. Bush.
Just Lose It
In diesem Stück verspottet Eminem diverse Prominente, vor allem Michael Jackson.
Ass Like That
Bei diesem Lied zieht der Rapper ebenfalls über verschiedene Prominente her.
Mockingbird
Auf diesem Track widmet sich Eminem seiner Tochter Hailie und seiner adoptierten Nichte Alaina.
Encore
Das Lied ist ein typischer Partysong mit treibendem Beat, auf dem Eminem von Dr. Dre und 50 Cent unterstützt wird.

## Rezeption

### Kritiken
Das Album erhielt durchschnittliche bis positive Kritiken. Die Seite Metacritic errechnete aus 26 Kritiken englischsprachiger Medien einen Schnitt von 64 %.
- laut.de bewertete Encore mit drei von möglichen fünf Punkten. Die Produktion wird als positiv hervorgehoben, aber eine Weiterentwicklung des Rappers wird in Frage gestellt:

„Soundtechnisch groovt nicht nur die Single ‚Just Lose It‘ im bouncend klaren Westcoast-Flavor Dr. Dres: Ausladender Elektrobass, abgespeckter, aber mächtiger Beat und Synthies, die die Lücken meist mit orchestralen Passagen oder Einwürfen schließen. […] Aber gleichgültig, mit wem Slim Shady abrechnet oder wen er verspottet (übliche Verdächtige: George Bush, Michael Jackson, The Source und Kim Mathers) – er versteht es vorzüglich, seine Themen und Aggressionen zu inszenieren. Irgendwie fehlt der Platte aber ein zweiter zwingender Hit. […] Auch wenn ‚Encore‘ nicht unbedingt das nächste Sound-Level erreicht, Eminem ergänzt seinen Hip Hop-Zirkus eher um den einen oder anderen neuen Show-Effekt.“

- Die Internetseite Rap.de sieht das Album als einen Rückschritt im Vergleich zum Vorgänger The Eminem Show, vergibt aber dennoch vier von möglichen fünf Sternen:

„Trotz aller berechtigten Kritik, sollte man Ems Qualitäten als scharfzüngiger ‚Comedian-Rapper‘ mit äußerst wachem Verstand schätzen, auch wenn die Umsetzung all dessen diesmal etwas flachbrüstig ausgefallen ist. Gut, Dr. Dre-Beats klingen auch nicht mehr wie aus der Hand eines jungen Gottes [und] Eminems Rhyme-Style wurde hierbei auch nicht wirklich neu erfunden (abgesehen von etlichen Gesangsversuchen). […] Für mich ist ‚Encore‘ […] immer noch eines der besseren Rap-Alben, und doch, gemessen an seinen eigenen Maßstäben nur Durchschnitt.“

### Preise
Bei den Grammy Awards 2006 wurde Encore in der Kategorie Best Rap Album nominiert, unterlag jedoch Late Registration von Kanye West.

## Kommerzieller Erfolg

### Chartplatzierungen und Singles
Encore stieg in der 48. Kalenderwoche des Jahres 2004 auf Platz 2 in die deutschen Charts ein und kletterte in der folgenden Woche an die Spitzenposition, wodurch es nach seinem Vorgänger The Eminem Show Eminems zweites Nummer-eins-Album in Deutschland ist. Anschließend belegte es die Ränge 3 und 4. Insgesamt hielt sich Encore 38 Wochen in den deutschen Top 100, davon acht Wochen in den Top 10. Auch in vielen weiteren Ländern erreichte das Album die Spitze der Charts, darunter die USA, Großbritannien, die Schweiz, Kanada, Frankreich, Irland, Tschechien, Australien und Neuseeland. Platz 2 belegte Encore unter anderem in Österreich, den Niederlanden, Schweden, Norwegen und Dänemark. Am längsten hielt sich das Album mit 54 Wochen in den US-Charts, die allerdings 200 Plätze umfassen. In den Charts des Jahrzehnts 2000–2009 belegte Encore in Deutschland Position 156 und in den Vereinigten Staaten Rang 40.
| ChartsChartplatzierungen       | Höchstplatzierung | Wochen |
| ------------------------------ | ----------------- | ------ |
| Deutschland (GfK)              | 1 (38 Wo.)        | 38     |
| Österreich (Ö3)                | 2 (23 Wo.)        | 23     |
| Schweiz (IFPI)                 | 1 (21 Wo.)        | 21     |
| Vereinigte Staaten (Billboard) | 1 (54 Wo.)        | 54     |
| Vereinigtes Königreich (OCC)   | 1 (43 Wo.)        | 43     |

| ChartsJahrescharts (2004)      | Platzierung |
| ------------------------------ | ----------- |
| Deutschland (GfK)              | 62          |
| Österreich (Ö3)                | 46          |
| Schweiz (IFPI)                 | 30          |
| Vereinigte Staaten (Billboard) | 96          |
| Vereinigtes Königreich (OCC)   | 15          |

| ChartsJahrescharts (2005)      | Platzierung |
| ------------------------------ | ----------- |
| Deutschland (GfK)              | 37          |
| Österreich (Ö3)                | 39          |
| Schweiz (IFPI)                 | 42          |
| Vereinigte Staaten (Billboard) | 2           |
| Vereinigtes Königreich (OCC)   | 72          |

Aus dem Album wurden fünf Singles ausgekoppelt, von denen die erste Just Lose It am erfolgreichsten war und in Deutschland auf Rang 2 einstieg und sich 15 Wochen in den Top 100 halten konnte. Während die zweite Single Like Toy Soldiers ebenfalls die Top 10 erreichte, platzierte sich Mockingbird ursprünglich in den Top 20, erreichte aber 2023 Platz 5 und erhielt für über 750.000 Verkäufe in Deutschland eine fünffache Goldene Schallplatte. Als letzte Auskopplung stieg Ass Like That auf Platz 31 in die deutschen Charts ein und hielt sich neun Wochen in den Top 100. Der Titeltrack Encore erschien lediglich in den USA als Single und konnte dort Rang 25 erreichen sowie sich 15 Wochen in den Top 100 halten. Außerdem wurde das Lied Mosh zu Promotionszwecken, inklusive Musikvideo, veröffentlicht.

### Auszeichnungen für Musikverkäufe
Das Album verkaufte sich innerhalb der ersten drei Tage über 710.000 Mal und in den ersten zwei Wochen mehr als 1.582.000 Mal in den USA. Das Album erhielt aufgrund seiner Verkaufszahlen u. a. in Deutschland für mehr als 300.000 Verkäufe eine dreifache Goldene Schallplatte. In den USA wurde Encore über fünf Millionen Mal verkauft und demzufolge mit 5-fach Platin ausgezeichnet. Neun Monate nach seiner Veröffentlichung lagen die weltweiten Verkaufszahlen des Albums bei elf Millionen. Die weltweiten Verkäufe von Encore belaufen sich mittlerweile auf über 21 Millionen Einheiten.
| Land/Region                  | Auszeichnungen für Musikverkäufe (Land/Region, Auszeichnung, Verkäufe) | Verkäufe    |
| ---------------------------- | ---------------------------------------------------------------------- | ----------- |
| Argentinien (CAPIF)          | Gold                                                                   | 20.000      |
| Australien (ARIA)            | 8× Platin                                                              | 560.000     |
| Belgien (BRMA)               | Gold                                                                   | 15.000      |
| Dänemark (IFPI)              | 4× Platin                                                              | 80.000      |
| Deutschland (BVMI)           | 3× Gold                                                                | 300.000     |
| Europa (IFPI)                | 2× Platin                                                              | (2.000.000) |
| Finnland (IFPI)              | Gold                                                                   | 21.780      |
| Frankreich (SNEP)            | 2× Gold                                                                | 200.000     |
| Griechenland (IFPI)          | Gold                                                                   | 10.000      |
| Irland (IRMA)                | 5× Platin                                                              | 75.000      |
| Italien (FIMI)               | Gold                                                                   | 25.000      |
| Japan (RIAJ)                 | Platin                                                                 | 250.000     |
| Mexiko (AMPROFON)            | Gold                                                                   | 50.000      |
| Neuseeland (RMNZ)            | 6× Platin                                                              | 90.000      |
| Norwegen (IFPI)              | Platin                                                                 | 40.000      |
| Österreich (IFPI)            | Platin                                                                 | 20.000      |
| Polen (ZPAV)                 | Gold                                                                   | 10.000      |
| Portugal (AFP)               | Silber                                                                 | 10.000      |
| Russland (NFPF)              | Platin                                                                 | 20.000      |
| Schweden (IFPI)              | Gold                                                                   | 20.000      |
| Schweiz (IFPI)               | Platin                                                                 | 40.000      |
| Spanien (Promusicae)         | Gold                                                                   | 50.000      |
| Vereinigte Staaten (RIAA)    | 5× Platin                                                              | 5.000.000   |
| Vereinigtes Königreich (BPI) | 4× Platin                                                              | 1.200.000   |
| Insgesamt                    | 1× Silber · 12× Gold · 40× Platin ·                                    | 8.106.780   |

Hauptartikel: Eminem/Auszeichnungen für Musikverkäufe